# ساعت بیست و پنجم
ساعت بیست و پنجم (انگلیسی: 25th Hour) فیلمی آمریکایی در سبک جنایی و درام به کارگردانی اسپایک لی، بازی ادوارد نورتون و فیلمنامه‌ای از دیوید بنیاف بر اساس کتابی به همین نام اثر خودش است که در سال ۲۰۰۲ منتشر شد. فیلم وقایعی را که در بیست و چهار ساعت پایانی آزادی مردی که برای معامله مواد مخدر به هفت سال زندان محکوم شده است، نشان می‌دهد.
ساعت بیست و پنجم نقدهای مثبتی دریافت کرد و برخی منتقدان آن را یکی از بهترین فیلم‌های دهه نامیدند.

## بازیگران
- ادوارد نورتون در نقش مونتگومری «مونتی» بروگان
- فیلیپ سیمور هافمن در نقش جیکوب الینسکی
- بری پپر در نقش فرانک اسلاگرتی
- رزاریو داوسون در نقش ناتورل ریوی‌را
- آنا پاکوین در نقش ماری دی‌آنونزیو